# ГЕС Уттендорф І, ІІ
ГЕС Уттендорф І, ІІ (нім. Uttendorf I, ІІ) – гідроелектростанція в Австрії, в федеральной землі Зальбург. Споруджена у складі гідровузла Штубахталь, який використовує ресурс центральної частини хребта Високий Тауерн.
ГЕС Уттендорф, машинний зал якої розташований при виході річки Штубах в долину Зальцаху, є нижнім ступенем гідровузла. Ресурс для останнього збирається як із басейну Зальцаху (праві притоки Штубах, Амербах), так і з басейну Драви (Ландеггдбах на протилежному схилі Високого Тауерну). Підвідний тунель введеної в експлуатацію у 1950/51 році станції Уттендорф І починається з водосховища на річці Шрабах (правий виток Штубаху), куди окрім її власного стоку надходить вода,  відпрацьована на середньому ступені (ГЕС Шнайдерау, яка в свою чергу живиться з верхнього ступеня – ГЕС Енцингербоден). Крім того, на шляху згаданого тунелю до нього потрапляє вода із притоки Штубаху – Шрофенбаху (нім. Schrofenbach). 
Зате значно потужніша Уттендорф ІІ, завершена у 1991 році, отримує ресурс напряму після верхнього ступеню. Для неї від водосховища Енцингербоден (утримується гравітаційною греблю висотою 29 метрів та довжиною 68 метрів) проклали дериваційний тунель довжиною 10,6 км. Після балансуючого резервуару він переходить у 587 метрів напірної шахти, по завершенні якої до машинного залу веде горизонтальний відтинок довжиною 1,5 км. В підсумку це забезпечує напір у 664 метри. 
Уттендорф І обладнана трьома турбінами загальною потужністю 27 МВт, тоді як на Уттендорф ІІ встановлено дві турбіни типу Пелтон загальною потужністю 66 МВт.
Особливістю гідровузла є його належність до системи австрійських залізниць, для тягового складу яких він виробляє однофазний струм 16,7 Гц. В 2014 році на станції встановлено інвертор, який може перетворювати його у «традиційний» струм з частотою 50 Гц.